# Артамонова, Ольга Сергеевна (дзюдоистка)
О́льга Серге́евна Артамо́нова (26 сентября 1977) — киргизская дзюдоистка полусредней весовой категории, выступала за сборную Кыргызстана в середине 1990-х — начале 2000-х годов. Участница летних Олимпийских игр в Сиднее, дважды бронзовая призёрша чемпионатов Азии, призёрша многих турниров национального и международного значения. Также известна тренер, с 2014 года главный тренер женской киргизской национальной сборной.

## Биография
Ольга Артамонова родилась 26 сентября 1977 года. Активно заниматься дзюдо начала в возрасте одиннадцати лет, проходила подготовку под руководством заслуженного тренера республики П. Н. Тельпизова.
Первого серьёзного успеха на взрослом международном уровне добилась в 1994 году, когда попала в основной состав киргизской национальной сборной и побывала на международном турнире в Москве, откуда привезла награду бронзового достоинства, выигранную в полулёгкой весовой категории. Год спустя выступила на чемпионате мира в Тибе, однако попасть в число призёров не смогла, на стадии 1/16 финала потерпела поражение от кореянки Чон Сонсук, которая в итоге и стала чемпионкой в полусреднем весе. Ещё через год боролась на этапах Кубка мира в Москве, Париже, Мюнхене, Леондинге и Будапеште, однако на всех этих турнирах осталась без медалей. При всём при том, на чемпионате Азии в Хошимине всё-таки завоевала бронзовую медаль в полусреднем весовом дивизионе.
В 1997 году Артамонова поучаствовала в зачёте мирового первенства Париже, в 1/16 финала среднего веса проиграла голландке Эдит Босх, ставшей серебряной призёршей этого турнира. Благодаря череде удачных выступлений удостоилась права защищать честь страны на летних Олимпийских играх 2000 года в Сиднее — в стартовом раунде полусреднего веса взяла верх над австралийкой Керли Диксон, но затем потерпела поражение от китаянки Ли Шуфан, которая впоследствии дошла до финала Олимпиады. В утешительных поединках за третье место проиграла представительнице Бельгии Гелле Вандекавейе.
После сиднейской Олимпиады Ольга Артамонова ещё в течение некоторого времени оставалась в основном составе дзюдоистской команды Киргизии и продолжала принимать участие в крупнейших международных турнирах. Так, в 2001 году она выступила на чемпионате мира в Мюнхене, где выиграла один поединок и на стадии 1/8 финала была побеждена итальянкой Иленией Скарпин. В следующем сезоне отправилась представлять страну на Азиатских играх в Пусане, расположилась в итоговом протоколе на седьмой строке. В 2009 и 2010 годах в полусреднем весе выигрывала серебряные медали на чемпионате Кыргызстана в Бишкеке, однако на международном уровне больше существенных успехов не добивалась. За выдающиеся спортивные достижения удостоена почётного звания «Мастер спорта Республики Кыргызстан международного класса».
В период 1996—2004 годов, ещё будучи действующей спортсменкой, Артамонова работала тренером в Республиканском центре физической культуры и спорта «Эмгек Резерви», затем в 2004—2009 годах тренировала в спортивном клубе «Локомотив», тогда как в 2009—2013 годах была старшим тренером Специализированной детско-юношеской школы олимпийского резерва по дзюдо и куреш в Бишкеке. В 2014 году коллегией Госагентства назначена на пост главного тренера женской национальной сборной Республики Кыргызстан, заключив контракт до конца олимпийского цикла.